# Magic: The Gathering Online
Magic: The Gathering Online (MTGO) ou Magic Online é uma adaptação para video game de Magic: The Gathering, utilizando o conceito de economia virtual para preservar o aspecto colecionável do jogo de cartas. É jogado através de um serviço Internet operado por Wizards of the Coast, que entrou em operação em 24 de junho de 2002. Os usuários podem jogar o jogo ou trocar cartões com outros usuários. Está oficialmente disponível apenas para o sistema operacional Microsoft Windows.
Em fevereiro de 2007, Magic Online tinha mais de 300.000 contas registradas; isso não representa o número real de jogadores, uma vez que as pessoas podem registrar várias contas. De acordo com Worth Wollpert em 2007, "Magic Online" estava "em algum lugar entre 30% a 50% do total" Magic ".